# Bacúch
Bacúch é um município da Eslováquia localizado no distrito de Brezno, região de Banská Bystrica. Possuia 1 024 habitantes em 2008 (estimativa).

## Demografia
| Ano:        | 1994 | 2004   | 2014   | 2024   |
| ----------- | ---- | ------ | ------ | ------ |
| Broj ljudi: | 1112 | 1030   | 973    | 894    |
| Razlika:    |      | -7,37% | -5,53% | -8,11% |

| Ano:               | 2023 | 2024   |
| ------------------ | ---- | ------ |
| Número de pessoas: | 897  | 894    |
| Diferença:         |      | -0,33% |